# Maria Carmen Velásquez
Maria Carmen Velásquez (nacida Maria Carmen Juárez; 1921 - 1985) fue una activista estadounidense dedicada a los trabajadores migrantes. Nacida en Parsons, Kansas, es conocida por su labor de apoyo a los inmigrantes y trabajadores agrícolas en Indiana y en todo Estados Unidos. Comenzó su labor de defensa de los trabajadores agrícolas en Marion, Indiana, con la Iglesia Católica de San Pablo y los sacerdotes de la Tercera Orden de San Francisco. En 1965 se formó Associated Migrant Opportunities Services, Inc. (AMOS) gracias a subvenciones de la Oficina de Oportunidades Económicas,parte de la iniciativa Guerra contra la Pobreza del presidente estadounidense Lyndon B. Johnson, y fue constituida por el Consejo de Iglesias de Indiana, las archidiócesis católicas romanas de Indianápolis, Lafayette, Gary y Ft. Wayne South Bend. Velásquez fue directora de la Oficina Suboriental de AMOS.

## Vida
Maria Carmen Velásquez nació como Maria Carmen Juárez en Parsons, Kansas, en 1921,y creció en Chicago. Se casó con Albert Velásquez en 1941 y en 1947 se trasladaron a Fairmount, Indiana. Su marido, Albert, fue prisionero de guerra en Francia durante la Segunda Guerra Mundial.Ayudó a fundar Associated Migrant Opportunity Services, Inc. en 1965.AMOS tenía oficinas en todo Indiana. Maria Carmen se desempeñó como directora de la Oficina Sub-Este de AMOS.
En 2021, se pintó un mural en blanco y negro del rostro de Velásquez en una pared exterior de la Misión de Rescate del Condado de Grant, como parte de un proyecto cívico para mantener el legado de importantes mujeres locales.